# Didi Senft
Dieter "Didi" Senft (født 7. februar 1952 i Reichenwalde, Tyskland) er kendt som Tour de France djævelen eller El Diablo. Siden 1993, er han blevet set på Tour de Frances og Giro d'Italias mange etaper i sit røde djævlekostume og trefork.
I 2012 var han, for første gang siden starten i 1993, fraværende ved Tour de France, grundet en operation 
Var også tilstede under VM i cykling i København i 2011.

## Galleri
- Didi Senft foran sin tourbus
- Didi Senft foran sin tourbus
- Didi Senft foran sin tourbus
- Didi Senfts tourbus

## Henvisning
1. ↑  "Didi the Devil misses Tour as he recuperates from brain surgery | road.cc | Road cycling news, Bike reviews, Commuting, Leisure riding, Sportives and more". Arkiveret fra originalen 14. august 2015. Hentet 17. februar 2013.

| Cykling | Spire Denne artikel om cykling er en spire som bør udbygges. Du er velkommen til at hjælpe Wikipedia ved at udvide den. |